# Paso de Pino Hachado
Paso de Pino Hachado är ett bergspass i Argentina, på gränsen till Chile. Det ligger i den sydvästra delen av landet, 1 200 km väster om huvudstaden Buenos Aires. Paso de Pino Hachado ligger 1 940 meter över havet.
Terrängen runt Paso de Pino Hachado är huvudsakligen kuperad. Paso de Pino Hachado ligger uppe på en höjd. Trakten runt Paso de Pino Hachado är nära nog obefolkad, med mindre än två invånare per kvadratkilometer.. 
Omgivningarna runt Paso de Pino Hachado är i huvudsak ett öppet busklandskap.